# Ziva Rodann
Ziva Rodann, rodným jménem Ziva Blechman (hebrejsky זיוה בלכמן‎‎‎; * 2. března 1933 Haifa, Britský mandát Palestina), známá nejprve pod pseudonymem Ziva Šapir, je izraelsko-americká herečka a mimka. Byla hollywoodskou filmovou hvězdou a od konce 50. do konce 60. let 20. století byla často hostující hvězdou v televizních pořadech.
Týdeník Canadian Jewish Review ji označil za „první izraelskou herečku, která podepsala dlouhodobou smlouvu s velkým filmovým studiem“.

## Mládí
Rodann se narodila v Haifě Ješa'jahu „Šaj“ Blechmanovi, profesoru matematiky, a jeho ženě Rose. Do Spojených států amerických přijela v roce 1947, kdy byla poslána k tetě a strýci do St. Louis ve státe Missouri, kde navštěvovala a vystudovala Kirkwood High School.
Po návratu do Izraele navštěvovala večerní kurzy na Telavivské univerzitě, kde vystudovala umění, historii a jazyky. Byla přijata do divadla ha-Bima, kde studovala herectví, a v roce 1952 vstoupila Izraelských obranných sil. V roce 1954 působila v komorním divadle, kde hrála hlavní role v amerických hrách v hebrejštině a hudebních komediích.
V roce 1954 byla jmenována královnou izraelského festivalu vína a začala cestovat po Americe, aby propagovala izraelské víno.

## Kariéra
První pseudonym Rodann byl Ziva Šapir. Svou filmovou kariéru zahájila v roce 1955 účinkováním v prvním izraelském filmu Hill 24 Doesn't Answer. Odcestovala poté do New Yorku, kde ji objevil hledač talentů ze společnosti Universal-International Maurice Bergman. Po úspěšné kamerové zkoušce podepsala se společností dlouhodobou smlouvu. Její první televizní role byla v epizodě „Dancing Mouse“ (1956) seriálu The Adventures of Hiram Holliday. Debutovala, když ji Universal-International zapůjčil společnosti Bel-Air Productions pro hlavní roli v hororu Pharaoh's Curse (1957), který vydala společnost United Artists. Hrála roli Simiry, tajemné egyptské ženy. Jako Ziva Šapir si naposledy zahrála menší roli ve filmu The Tattered Dress (1957) s Jeffem Chandlerem a Jeanne Crainovou.
V roce 1957 si změnila umělecké jméno na Ziva Rodann a dostala vedlejší roli ve filmu Čtyřicet pušek od Samuela Fullera s Barbarou Stanwyck v hlavní roli. Následovaly role cikánské zpěvačky ve filmu Bratři Karamazovi od Yula Brynnera a bavičky ve filmu King Creole od Elvise Presleyho (oba filmy byly vydány v roce 1958). Jednou z jejích prvních významných rolí byla role indiánské manželky Kirka Douglase ve filmu Poslední vlak z Gun Hillu (1958) od Hala B. Wallise. Ztvárnila Noeminu snachu Orpu v biblickém eposu The Story of Ruth (1960) od společnosti 20th Century Fox (nyní 20th Century Studios), v němž si zahrála také izraelská herečka Elana Eden. Mezi její další filmové role patří role ve filmech Macumba Love (1960) a Alexander the Great (1962).

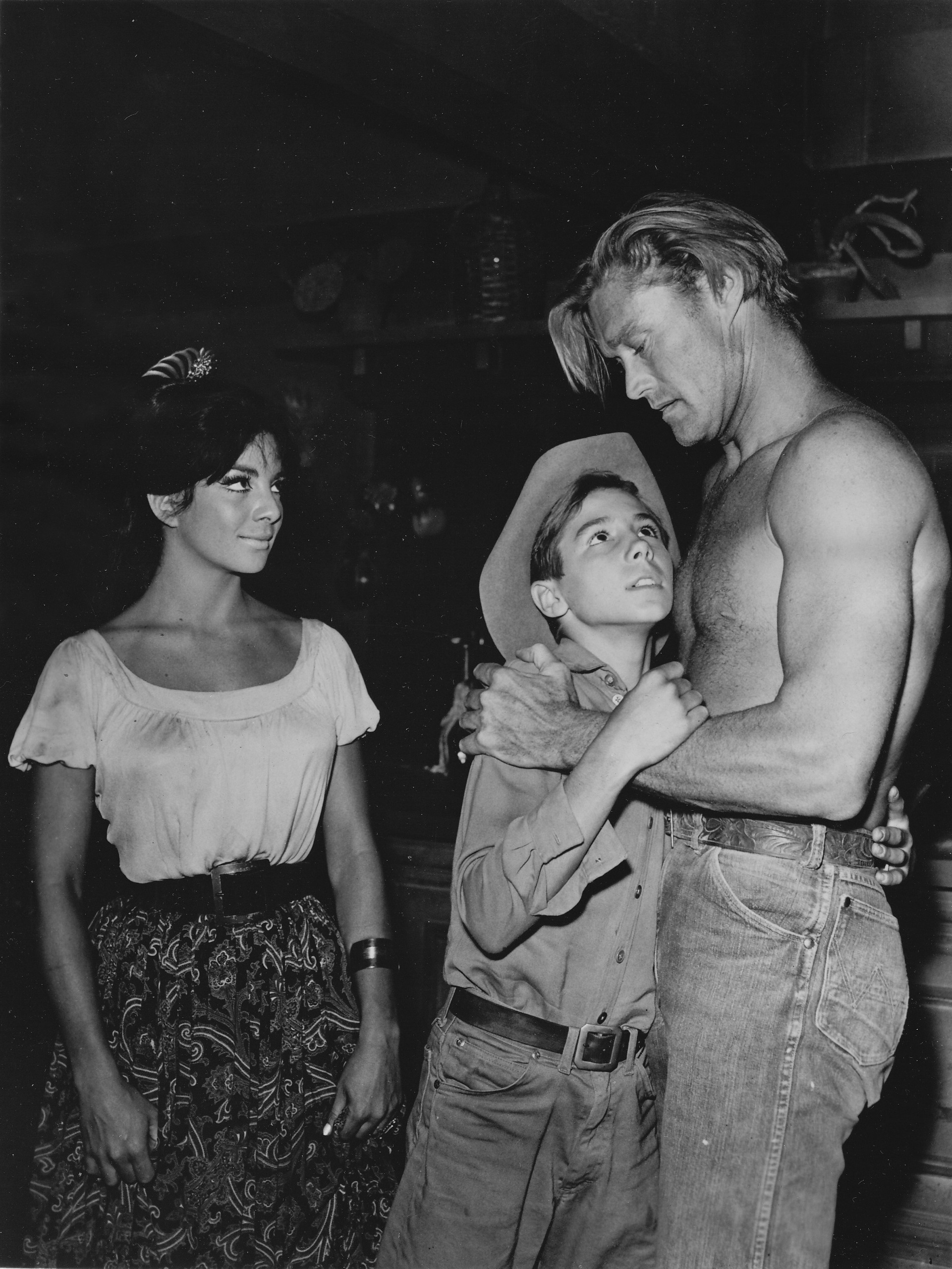
Ve filmu The Rifleman (1961), zleva doprava: Ziva Rodann, Johnny Crawford a Chuck Connors

V roce 1961 byla hostující hvězdou ve westernových seriálech Bonanza, kde hrála Marii Reaganovou v epizodě „The Fugitive“; Tales of Wells Fargo, kde hrála Leah Harper v epizodě „Rifles for Red Hand“; a The Rifleman, kde hrála Marii v epizodě „The Vaqueros“. V roce 1961 ztvárnila indického mahárádžu v jedné z epizod sitcomu The Tab Hunter Show a v roce 1962 se objevila v epizodě „The Case of the Glamorous Ghost“ seriálu Perry Mason a v sitcomu The Real McCoys v epizodě „Made in Italy“. Hrála Nefertiti ve dvou epizodách Batmana: „The Curse of Trut“ (1966) a „The Pharaoh's in a Rut“ (1966). Účinkovala ve více než 40 filmech a televizních inscenacích.

## Osobní život
Prvním manželem Rodann byl Mr. Zapick, zástupce ředitele nákupní mise Ministerstva obrany Státu Izrael v Paříži.
V roce 1964 bylo její manželství s Reidem Kimballem rozvedeno.
V roce 1967 se provdala za svého třetího manžela, herce a spisovatele Jamese R. Creecha.
Dne 20. prosince 1974 se stala naturalizovaným občanem Spojených států amerických.
S Creechem se rozvedla v prosinci 1975 a 5. února 1977 se v Los Angeles provdala za Freda S. Meada. Meade zemřel v roce 2002.